# 香农·麦克米伦
香农·麦克米伦（英語：Shannon MacMillan，1974年10月7日—），美国女子足球运动员，场上位置是中场。她曾代表美国参加1996年和2000年夏季奥林匹克运动会足球比赛，获得一枚金牌和一枚银牌。